# تومي ويلسون
تومي ويلسون (بالإنجليزية: Tommy Wilson)‏ (24 أغسطس 1961 المملكة المتحدة - ) هو لاعب كرة قدم بريطاني.